# ホットのしゃべって当てまショー!
ホットのしゃべって当てまショー!（ホットのしゃべってあてまショー）は、MBSラジオで放送されていた公開収録のクイズ番組（冠番組・帯番組・ローカル番組）。

## 概要
- フジパンによる一社提供のミニ番組で、1975年12月1日開始[1]、1997年9月終了。放送時間は毎週月曜～金曜日の11時55分～12時00分。
- 前身は『笑って答えて当てまショー!』の番組名で、海原お浜・小浜、かしまし娘、若井はんじ・けんじ等がレギュラー出演し、近畿各地のスーパーマーケットから生中継する形式だった。
- 『ごめんやす馬場章夫です』に内包されていた時代（1972年10月6日～2003年9月26日）は、放送時間を基本的に11時55分～12時00分としながら、親番組の進行具合により適宜変動していた。
- 出演者は横山ホットブラザーズと女性アシスタント（あすか恵美等）1名で、中～末期には雑用係として弟子の立山センター・オーバーも出演していた。
- 近畿各地のスーパーマーケット前で、数回分まとめて公開収録されていた。

## 番組内容

### 初期・末期
次男マコトのアコーディオンと、三男セツオのエレキギターで演奏する曲名を当てるイントロクイズで、毎回1人の解答者が1～3問正解すればスポンサーから食パン30斤とフジパンの詰め合わせが贈呈された。
回答に窮しても露骨なヒント、ひいては正解まで教えてもらえ、必ず全問正解できる進行であった。例えば「津軽海峡・冬景色」が出題された場合、答えられないでいると長男のアキラがそれとなく「津軽海峡～」と誘導し、それでも分からずにいると「わしの言うとおり言え、津軽海峡冬景色じゃ」と、代わりに答えてくれたりもした。
しかし一度に30斤もの食パンをもらっても食べ切れず、有難迷惑だと敗退行為を働く解答者も時折現れたため、賞品を「隣近所にやったらええねん」と言って無理矢理持ち帰らせようとするホットブラザーズと、嫌がる客との押し問答が名物化していた。

### 中期（1990年頃～1993年9月まで）
2人の解答者がラッパとフライパンを用いる早押し形式に変更。3曲出題され、勝者には食パン30斤とフジパンの詰め合わせ、敗者には局のノベルティが贈呈されたが、同様に30斤もの食パンをもらっても食べ切れず、有難迷惑だと敗退行為を働く解答者も少なくなく、1人の解答者に対して1曲のみ出題する形式に戻された。

### 最終回
- 最終回はエンディング間際での突然の発表の下、周囲の拍手の鳴り止まない様子が比較的長く放送に乗っただけで、そのまま20年以上にわたる長寿番組の歴史に幕を閉じた。